# Токарев, Николай Андреевич
Николай Андреевич Токарев (1787—1866) — русский скульптор, академик Императорской Академии художеств.

## Биография

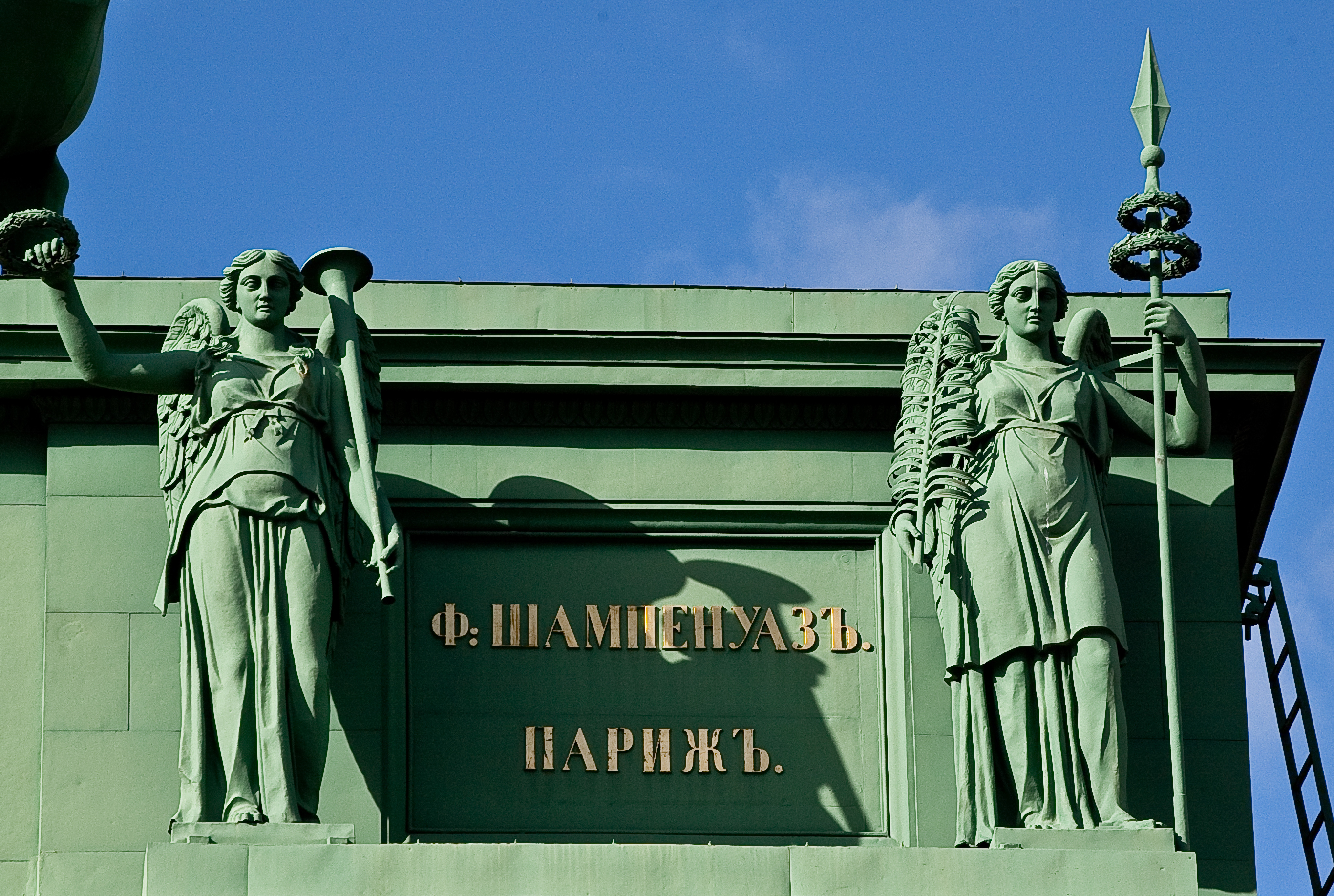
Гении Победы на аттике Нарвских ворот

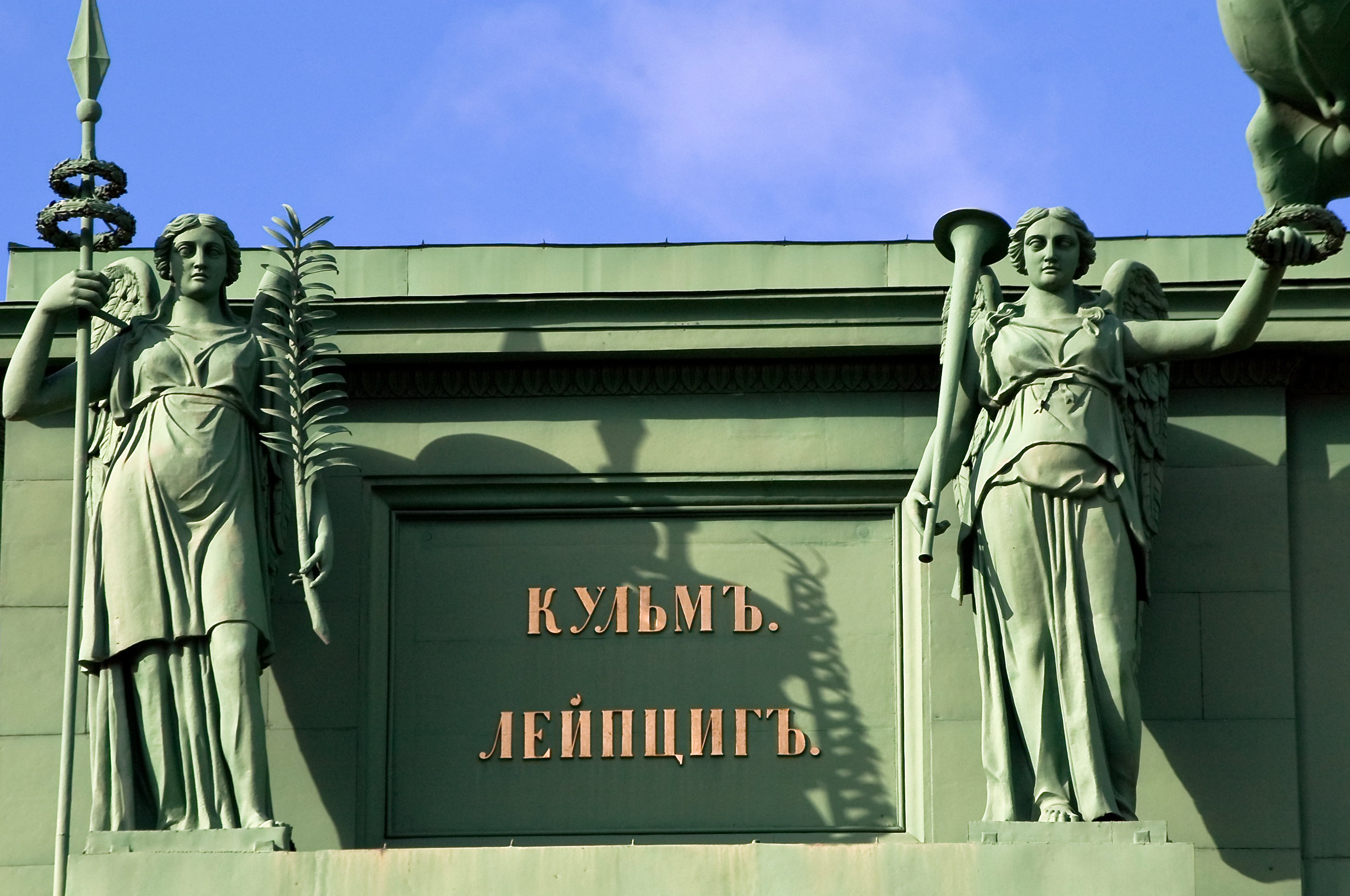
Гении Победы на аттике Нарвских ворот

Николая Токарева отдали в Воспитательное училище при Императорской Академии художеств (1798) одиннадцати лет от роду. Обучался в Академии художеств до 1812 года. Получил медали: малую серебряную (1809); большую серебряную (1811) за барельеф «Владимир и Рогнеда»; малую золотую (1812) по программе «Представить в действии известного нижегородского гражданина Козьму Минина, подвигнувшего сердца всех сограждан своих к пожертвованию всем имуществом своим для спасения Отечества». Выдан аттестат 1-й степени об окончании курса Академии со шпагой (1812). Был оставлен при Академии пенсионером на пять лет и назначен учителем рисования при академических классах.
Получил большую золотую медаль (1815) за программу «Ведение св. апостола Андрея на распятие».
Было присвоено звание академика (1819) за программу «Улисс, сгибающий стрелометный лук и накладывающий на оный тетиву».
Смотритель за формами с древних статуй при Академии художеств (1825—1859). Был назначен обучать рисованию в гипсовых классах (с 1834). Возложена обязанность смотрителя за рисовальными классами (с 1851). По возрасту был уволен от службы при Академии (1859).
Участвовал в создании к 100-летию со дня рождения атамана Платова памятника в Новочеркасске: подключился к проекту в 1849 году, заменив умершего скульптора А. А. Иванова, и исполнил статую военачальника.
Основные произведения: «Владимир и Рогнеда» (1811); «Св. апостол Андрей, ведомый на распятие» (1815); «Улисс, сгибающий стреломётный лук и накладывающий на оный тетиву» (1819); лепные украшения в средней комнате Малого Эрмитажа (при входе в зал Аполлона) (1844), восемь фигур Гениев Победы с копьями, венками, пальмовыми ветвями и трубами на аттике Нарвских триумфальных ворот.